# معادله دیفرانسیل تصادفی
یک معادلهٔ دیفرانسیل تصادفی یا Stochastic Differential Equation یا SDE معادله‌ای است که در آن یک یا چند متغیر یک فرایند تصادفی هستند. در نهایت جواب این نوع معادلات خود نیز یک فرایند تصادفی هستند. استفاده از SDE‌ها در مدل سازی‌های پیچیدهٔ احتمال بسیار گسترده است؛ از جمله در مدل‌سازی هزینهٔ نوسانات بازار یا مدل‌سازی فیزیکی نوسانات دمایی اشیا. معمولاً در این گونه مدل سازی‌ها از نویز سفید به عنوان پارامتر کاملاً تصادفی استفاده می‌شود که خود نوعی از فرایند تصادفی وینر (Wiener Process) است. اگرچه باید گفت که در مدل‌سازی تصادفی پارامترها در یک معادلهٔ دیفرانسیل تصادفی، استفاده از سایر فرایندهای تصادفی نیز امکان‌پذیر است.

## پیشینه
قدیمی‌ترین کار در مورد SDE برای توصیف مقالهٔ مشهور آلبرت اینشتین برای توصیف حرکت براونی انجام شد. اگرچه هم‌زمان کارهایی هم توسط افراد دیگر در زمینه ی‌های مشابه انجام می شده‌است.

## حل عددی
پاسخ عددی معادلات دیفرانسیل تصادفی، بخصوص معادلات دیفرانسیل تصادفی پاره ای، به نسبت نسخه‌های غیرتصادفی، زمینه‌ای بسیار جدید است. تقریباً اکثر الگوریتم‌هایی که جواب‌های نسبتاً مناسبی برای معادلات دیرنسیل معمولی به دست می دهند، جواب‌هایی بسیار ضعیف در برابر نسخهٔ تصادفی آن دارند. یکی از مشهورترین کتاب‌ها برای این دسته از مسئله ها، کتاب Kloeden & Platen (1995) است. از جملهٔ راه حل‌های معرفی شده، روش اویلر-مارویاما (Euler–Maruyama method)، روش میلستین (Milstein method) و روش رنگه-کوتا برای معادلات دیفرانسیل تصادفی (Runge–Kutta method (SDE)) هستند.

## کاربرد در فیزیک
معمولاً در فیزیک این معادلات به صورت معادلات لانگوین (Langevin equation) نوشته می‌شوند. به عنوان مثال، نمونه‌ای از معادلات دیفرانسیل تصادفی درجه اول به فرم زیر نوشته می‌شوند: 
{\displaystyle {\dot {x}}_{i}={\frac {dx_{i}}{dt}}=f_{i}(\mathbf {x} )+\sum _{m=1}^{n}g_{i}^{m}(\mathbf {x} )\eta _{m}(t),\,}
که در آن {\displaystyle \mathbf {x} =\{x_{i}|1\leq i\leq k\}} مجموعه‌ای از مجهولات، {\displaystyle f_{i}} و {\displaystyle g_{i}} توابعی دلخواه، {\displaystyle \eta _{m}} توابع تصادفی از زمان هستند که معمولاً نویز نامیده می‌شوند.
این معادله در حالت یک بعدی به صورت زیر می‌باشد .
{\displaystyle dx_{t}=\mu dt+\sigma dB_{t}}
در این معادله ضریب میو مقداری ثابت و همچنین سیگما نیز عددی ثابت می‌باشد . 